# St. Nikolaus (Koblenz)

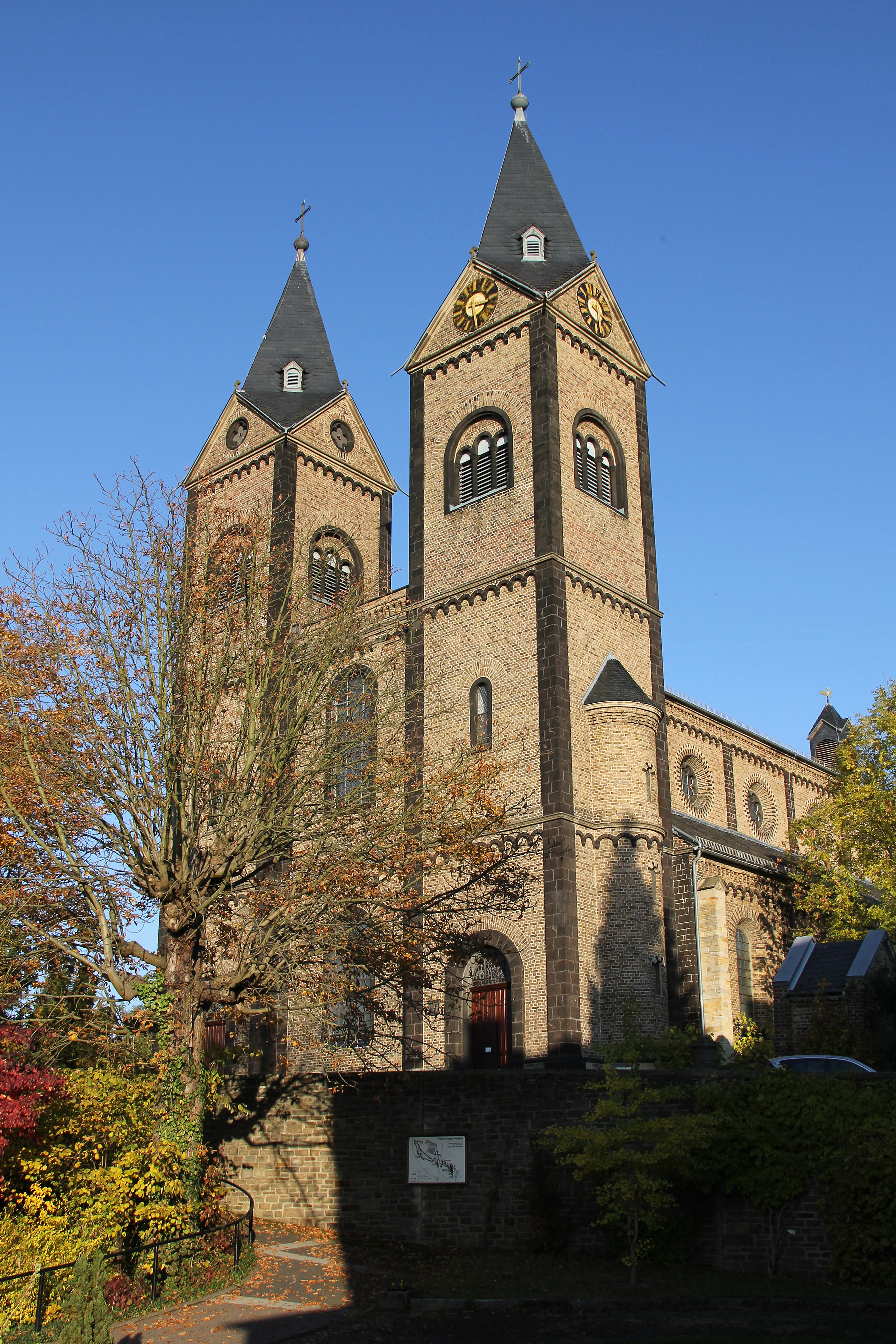
Die Pfarr- und Wallfahrtskirche St. Nikolaus in Koblenz-Arenberg

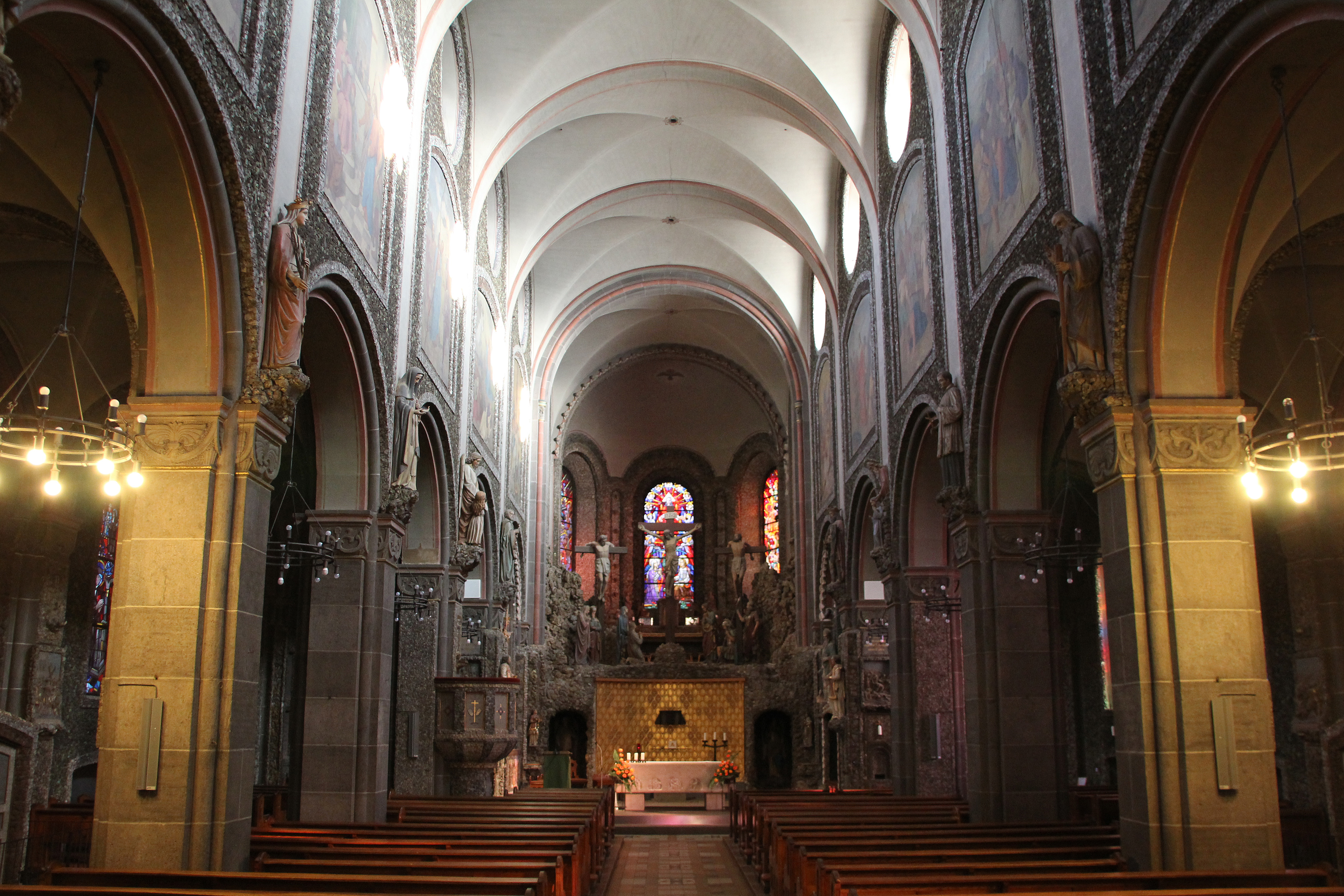
Innenraum der Kirche

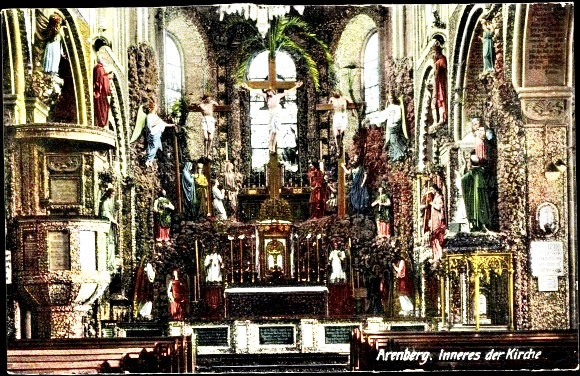
Altarraum, historische Aufnahme um 1900, koloriert

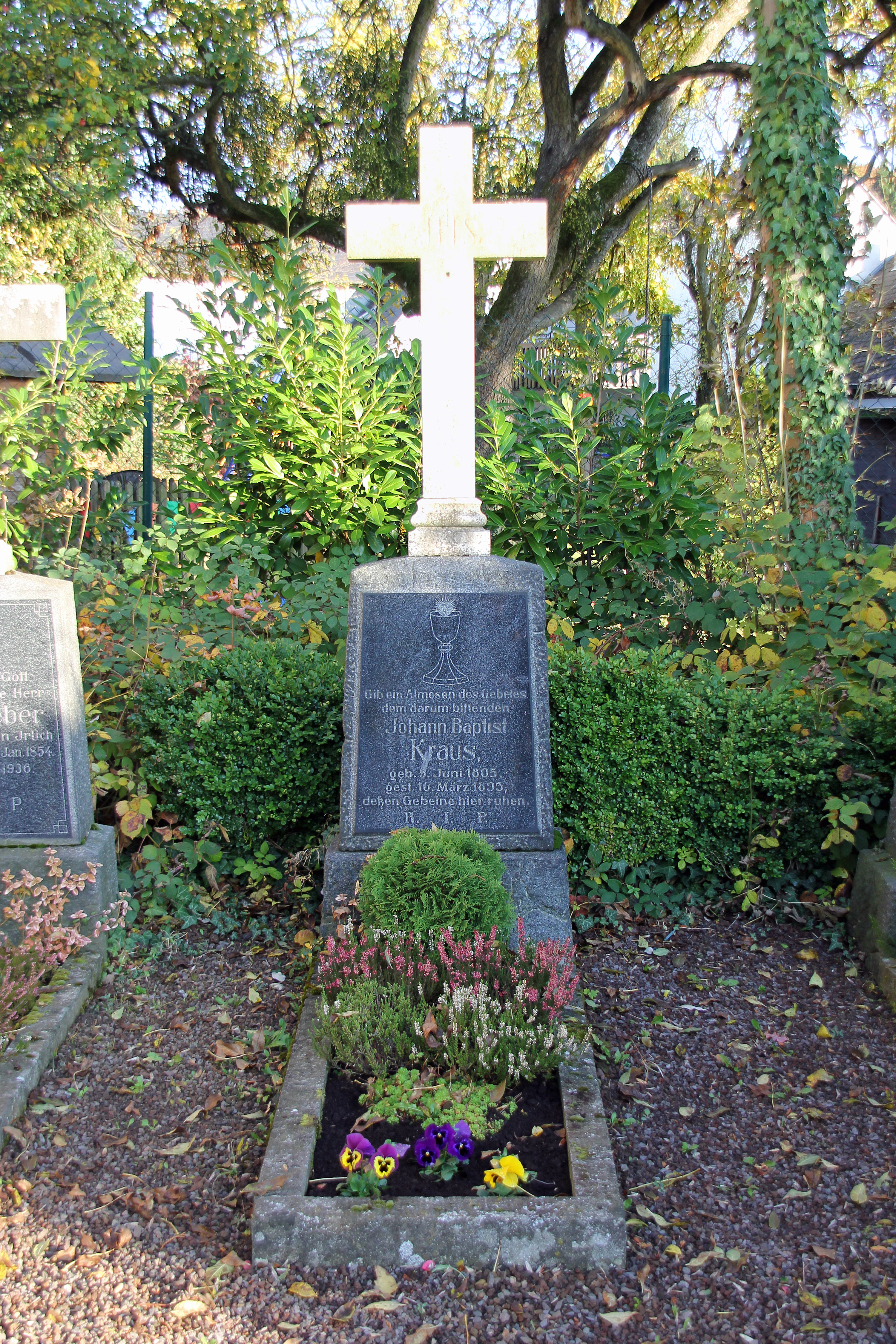
Grab von Johann Baptist Kraus auf dem Friedhof neben der Kirche

Die Pfarr- und Wallfahrtskirche St. Nikolaus ist eine römisch-katholische Kirche in Koblenz. Die im Stadtteil Arenberg gelegene Pfarr- und Wallfahrtskirche wurde von 1860 bis 1872 in neuromanischem Stil durch Pfarrer Johann Baptist Kraus (1805–1893), den Begründer der Pfarrer-Kraus-Anlagen und des Wallfahrtsorts Arenberg, erbaut. Sie trägt das Patrozinium des heiligen Nikolaus von Myra.

## Geschichte
Eine erste Pfarrkirche wurde 1330 erstmals in Arenberg erwähnt und gehörte zur Reichsherrschaft Mühlenbach. Mit Bau der Pfarrer-Kraus-Anlagen durch Pfarrer Johann Baptist Kraus ab 1845 sollte ein neuer Wallfahrtsort geschaffen werden. Dazu wurde 1860–1872 an Stelle einer kleineren mittelalterlichen Kirche die neue Pfarr- und Wallfahrtskirche St. Nikolaus erbaut. Nach Plänen des Pfarrers wurde das neue Kirchenbauwerk durch die Koblenzer Baumeister Josef und Peter Mündenich errichtet. Bei der Ausstattung der Kirche wurde Pfarrer Kraus von Mäzenen und Förderern, wie beispielsweise der deutschen Kaiserin Augusta, unterstützt.
Bei Luftangriffen auf Koblenz im Zweiten Weltkrieg wurden fast alle Fenster zerstört und in den 1950er Jahren themengleich wieder ersetzt. Der Altarraum wurde 1963 durch den Bildhauer Johannes Scherl aus Wittlich und 1989 neu gestaltet. Die letzte Außenrenovierung fand 1992 statt, neue Eingangstüren wurden 1998 eingebaut.

## Bau und Ausstattung

### Außen
Die Pfarr- und Wallfahrtskirche St. Nikolaus ist eine dreischiffige neoromanische Pfeilerbasilika mit Doppelturmfassade und einem Rundbogenchor in der Breite des Mittelschiffs. Für den Bau der Türme orientierte sich Pfarrer Kraus an den drei Koblenzer Hauptkirchen Kastor-, Liebfrauen- und Florinskirche. Unter den dreigeschossigen Türmen mit Dreiecksgiebeln und Spitzhelmen besitzt die Kirche zwei Eingänge (Frauen- und Männereingang). Der Mittelbau der Türme hat zwei große Rundbogenfenster, die Obergeschosse der beiden Türme Blendtriforien mit Überfangbogen.
Der Backsteinbau ist durch Lisenen aus schwarzem Basalt gegliedert, die umlaufend Rundbogenfriese unter dem Abschlussgebälk tragen. Die Kirchenfenster sind an den Seitenschiffen rundbogig, am Obergaden kreisförmig. Der Chor der Kirche ist ein Joch lang und besitzt eine zweigeschossige Halbrundapsis. Die ornamentale Verwendung von Steinen unterschiedlichster Farben an den Außenwänden vor allem um die Fenster herum geht auf eine Entwicklung des Architekten Johann Claudius von Lassaulx zurück.
Die Kapellen der 9. und 12. Station des Kreuzweges der Pfarrer-Kraus-Anlagen sind direkt an die beiden östlichen Seitenschiffsjoche angebaut.

### Innen
Das Innere der Kirche ist geprägt von dem sechs Joche langen Hauptschiff. Die Rechteckpfeiler mit Pilastern und Schildkapitellen tragen das Kreuzgratgewölbe. Unter den beiden Türmen befindet sich die Taufkapelle. Der in das östliche Mittelschiffjoch vorgezogene Altarraum besitzt über dem Hauptaltar einen grottenartigen figurreichen Kalvarienberg. Im Obergeschoss der Apsis befindet sich die Sakramentskapelle. Am Ostende des nördlichen Seitenschiffs steht die Gebetskapelle mit Christus im Grab, am Ostende des südlichen Seitenschiffs die Gebetskapelle mit leerem Marien-Grab.
Pfarrer Kraus wählte für die Innenausstattung ein umfassendes Programm, das die Ausdrucksformen der religiösen Landschaftsbilderbibel widerspiegelte und weiterentwickelte. Die schiffstrennenden Pfeiler sind von einer glatten Sandsteinoberfläche, hingegen sind die Hochschiffswände, die Außenwände der Seitenschiffe, das Westende des Schiffs mit der Taufkapelle zwischen den Türmen sowie das Ostende mit dem Chor und dem Altarraum mit Grottenwerk überzogen.
Über den Arkaden liegen Oculi als Obergaden. Über den Arkadenpfeilern stehen Statuen von Heiligen und Herrschern, allen voran der „Apostelfürst“ Petrus und Karl der Große als Verkörperungen der beiden gottgewollten Gewalten: der geistlichen Herrschaft (Papsttum) und der weltlichen (Kaisertum). Zwischen Arkaden und Obergaden befinden sich große Wandgemälde mit Passionsszenen Christi im Stil der Düsseldorfer Nazarener. Sie wurden von Johann Heinrich Lange (1823–1908) und Peter Joseph Molitor (1821–1898) geschaffen. Passionsszenen in Form eines Kreuzweges finden sich auch noch einmal auf Terrakotta-Reliefs an den Pfeilern der Seitenschiffe. Zwei Stationen fehlen, doch diese sind durch zwei andere Kunstwerke ersetzt: Station 12 (Kreuzigung) durch die monumentale Kreuzigungsgruppe über dem Altar und Station 14 (Grablegung) durch eine Kapelle im linken Seitenschiff mit Liegefigur Christi. So wird in der Kirche der Komplex „Leiden Christi und Erlösung“ gleich mehrfach thematisiert und findet seine Einheit mit dem Kreuzweg draußen.
Diametral dem Thema Leiden und Tod Christi ist das Thema Geburt und Taufe in der Taufkapelle im Eingangsbereich gegenübergestellt. Der Taufstein steht in der Mitte dieses Raums, der auf den Fundamenten eines seit 1330 dokumentierten Vorgängerbaus errichtet ist, von dem nichts mehr erhalten ist. Links befindet sich die Skulpturengruppe Taufe Christi im Jordan durch Johannes den Täufer und an der Stirnwand die Gruppe Geburt Christi in Form einer Krippe. Das Glasfenster dieser Kapelle, ebenfalls die Geburt Christi darstellend, ist das einzige, das beim Bombenangriff 1944 unzerstört geblieben ist. Alle übrigen Fenster wurden nach dem Zweiten Weltkrieg ersetzt. Die gesamte Kirche ist mit Mosaiken aus Gesteinen, Muscheln und Mineralen ausgestattet, die Pfarrer Kraus aus der Umgebung und auch entfernteren Orten zusammentrug.
In ihrer Dissertation von 1984 zeigte Silvia Maria Busch, dass den Innen- und Außenanlagen – „Grotte und Gral, irdisches Paradies und himmlisches Jerusalem“ – ein ganzheitliches, von der Heils- und Erlösungsgewissheit getragenes Konzept zugrunde liegt. Es drückt sich in der Architektur aus und spiegelt sich in der natürlichen Landschaft mit Fels, Wald und Wasser. Die Statuen wählte Pfarrer Kraus so aus, dass die Gläubigen aller Lebensalter und verschiedener Lebensumstände von „ihre“ Schutzpatrone umgeben sind:
- die Kinder von Maria und dem Jesuskind mit den Schutzengeln
- die weiblichen und männlichen Jugendlichen von Rosa von Lima und Aloisius von Gonzaga
- die Eheleute von Nonna und Gregor von Nazianz
- die Knechte und Mägde von Isidor von Madrid und Zita
- die Armen, Waisen und Kranken von Vinzenz von Paul und Elisabeth von Thüringen

Dieses Bildprogramm ist eine „Option für das Volk“. Es will nicht das Bildungsbürgertum ansprechen. Vielmehr sollen sich die „einfachen Leute“ darin wiederfinden.

### Orgel

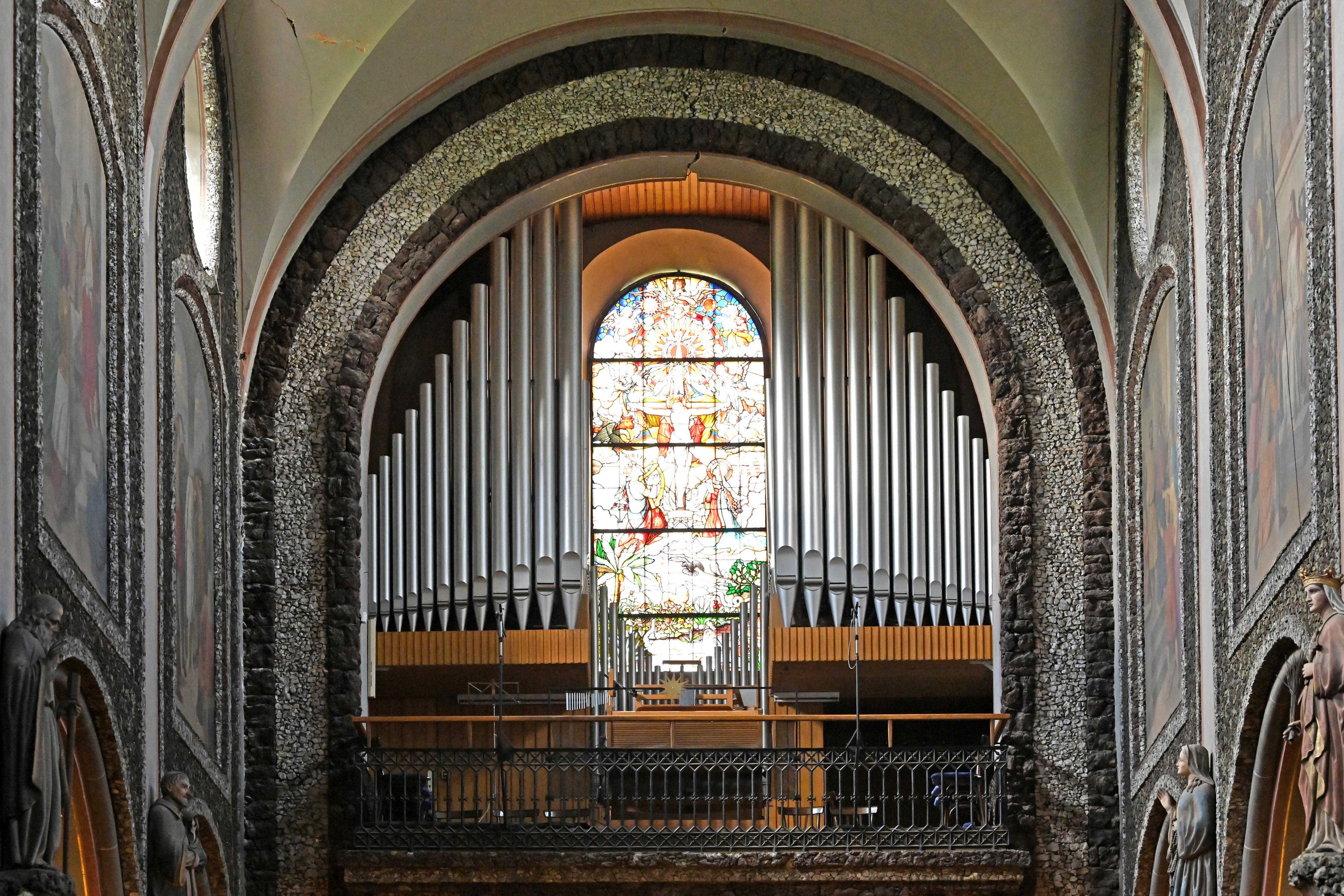
Wagenbach-Orgel (1961)

Die Orgel wurde 1961 von Eduard Wagenbach erbaut. In dem Instrument wurde Pfeifenmaterial der Vorgängerorgel wiederverwendet, die 1869 von dem Orgelbauer Johann Schlaadt aus Waldlaubersheim errichtet worden war. Im Neubau wurden Windladen, Technik und Spieltisch wurden durch Wagenbach neu angefertigt, während ein großer Teil der Pfeifen übernommen wurde. Das Kegelladen-Instrument hat 30 Register auf zwei Manualwerken und Pedal. Die Spiel- und Registertrakturen sind elektropneumatisch.
| I Hauptwerk C–g3 |              |        |
| 01.              | Prinzipal    | 16′    |
| 02.              | Prinzipal    | 08′    |
| 03.              | Bordun       | 08′    |
| 04.              | Salicional   | 08′    |
| 05.              | Oktave       | 04′    |
| 06.              | Flöte        | 04′    |
| 07.              | Quintadena   | 04′    |
| 08.              | Quinte       | 02 ⁄3′ |
| 09.              | Prinzipal    | 02′    |
| 10.              | Mixtur VI    | 0      |
| 11.              | Cornett III  |        |
| 12.              | Trompete     | 08′    |
| 13.              | Kopftrompete | 04′    |

| II Nebenwerk C–g3 |                |        |
| 14.               | Bordun         | 16′    |
| 15.               | Prinzipal      | 08′    |
| 16.               | Gedeckt        | 08′    |
| 17.               | Oktave         | 04′    |
| 18.               | Traversflöte   | 04′    |
| 19.               | Konzertflöte   | 04′    |
| 20.               | Flautino       | 02′    |
| 21.               | Quinte         | 01 ⁄3′ |
| 22.               | Kleinmixtur IV |        |
| 23.               | Vox humana     | 08′    |
|                   | Tremulant      |        |

| Pedalwerk C–f1 |                 |     |
| 24.            | Prinzipalbass   | 16′ |
| 25.            | Subbass         | 16′ |
| 26.            | Oktavbass       | 08′ |
| 27.            | Gedacktbass     | 08′ |
| 28.            | Choralbass      | 04′ |
| 29.            | Pedalmixtur III |     |
| 30.            | Posaune         | 16′ |

- Normalkoppeln: II/I, I/P, II/P
- Superoktavkoppeln: I/I, II/II

### Glocken
In einem Turm befinden sich vier Stahlglocken (cis / e / fis / gis), die 1922 vom Bochumer Verein gegossen wurden.

## Umgebung der Kirche
Die Pfarr- und Wallfahrtskirche St. Nikolaus ist eingebettet in die Pfarrer-Kraus-Anlagen. Auf der im Westen gegenüberliegenden Seite befindet sich auf der Terrassenmauer ein Kiosk für den Devotionalienverkauf. Der malerische Fachwerkbau besitzt ornamental geschwungene Balken und ein verschiefertes Satteldach mit Dachreiter und Zwerchgiebel mit Freigespärre.
In der Nähe unterhalb der Kirche steht das 1900 errichtete Pfarrhaus. Der stattliche zweigeschossige Bachsteinbau mit umlaufenden Arkadenfriesen ist der historisierenden Außenerscheinung der Kirche angepasst. Südlich des Pfarrhauses wurde 1930 ein Denkmal für Pfarrer Kraus aufgestellt.
An die Kirche grenzt der Friedhof von Arenberg an. Neben dem Grab von Pfarrer Kraus findet sich hier ein Kriegerdenkmal für die Gefallenen des Ersten Weltkriegs.

## Pfarreiengemeinschaft
St. Nikolaus ist Teil der im Oktober 2005 gegründeten „Pfarreiengemeinschaft Koblenz Rechte Rheinseite“, zu der auch die Maria Himmelfahrt auf dem Asterstein, St. Peter und Paul in Pfaffendorf, St. Aldegundis in Arzheim, die Heilig-Kreuz-Kirche in Ehrenbreitstein, St. Maximin in Horchheim, St. Pankratius in Niederberg und St. Martin auf der Pfaffendorfer Höhe gehören.

## Denkmalschutz
Die Pfarr- und Wallfahrtskirche St. Nikolaus ist ein geschütztes Kulturdenkmal nach dem Denkmalschutzgesetz (DSchG) und in der Denkmalliste des Landes Rheinland-Pfalz eingetragen. Sie liegt in Koblenz-Arenberg in der Denkmalzone Wallfahrtsanlage Arenberg.
Seit 2002 ist die Pfarr- und Wallfahrtskirche St. Nikolaus Teil des UNESCO-Welterbes Oberes Mittelrheintal.